# Bioalléthrine
La bioalléthrine est un nom de marque de Sumitomo Chemical Co. Ltd pour deux stéréoisomères de l'alléthrine dans un rapport R:S de 1:1. L'esbiothrine est un mélange de ces deux stéréoisomères dans le rapport R:S = 1:3. L'esbioalléthrine, ou S-bioalléthrine, est la forme S pure.